# Ернст Віндіш (мовознавець)
Ернст Вільгельм Оскар Віндіш (4 вересня 1844, Дрезден — 30 жовтня 1918, Лейпциг) — німецький мовознавець, санскритолог, кельтиколог та індоєвропеїст. З 1877 року він був професором санскриту та порівняльного мовознавства в Лейпцизькому університеті та його ректором у 1895/96 роках.

## Біографія
Ернст Віндіш народився як син учителя Луїса В. Віндіша та Кароліни Ламм. Він відвідував Кройцшуле в Дрездені з 1857 по 1863 рік, а потім до 1867 року вивчав класичну філологію та мовознавство в Лейпцизькому університеті. Він був академічним учнем Фрідріха Річля та близьким другом Фрідріха Ніцше. Він став членом Лейпцизької класичної філологічної асоціації, яку пізніше залишив через похилий вік. Потім отримав докторський ступінь. філ. доктор класичної філології з дисертацією De hymnis homericis maioribus. З 1867 по 1870 викладав у Школі Святого Томи в Лейпцигу. Тоді ж він завершив свою габілітаційну роботу «Дослідження походження відносного займенника в індоєвропейських мовах», з якою отримав «venia legendi» (право на викладання) санскриту та порівняльного мовознавства.
З 1870 по 1871 рік він жив у Лондоні, де брав участь у каталогізації санскритських рукописів бібліотеки Індійського офісу та вивченні кельтських мов. У 1871 році повернувся до Лейпцига як доцент. Серед його учнів у цей час був майбутній ассиріолог Фрідріх Деліч. У 1872 році він став професором порівняльного мовознавства в Гейдельберзькому університеті. У 1875 році він прийняв аналогічну посаду професора в Страсбурзькому університеті, перш ніж стати професором санскриту в Лейпцигу в 1877 році, де він залишався до своєї смерті в 1918 році. Він також був там директором Індоєвропейського інституту. У 1887/88 навчальному році він був деканом філософського факультету, а в 1895/96 ректором Лейпцизького університету. Анна Леоновенс навчалася у Віндіша з 1897 по 1901 рік як запрошена студентка.
Був також таємним радником, членом Королівського саксонського товариства наук з 1883 року та секретарем Філологічно-історичного класу з 1898 по 1914 рік. Окрім того, був членом-кореспондентом Королівської Баварської академії наук, Британської академії та Академії написів та художньої літератури, почесним членом Королівської ірландської академії, лицарем 1. класу Саксонського королівського ордену «За заслуги», командором 2-го ступеня ордену Альбрехта та почесним доктором теології в Лейпцигу.
18 квітня 1873 року він одружився з Бертою Рошер (1851—1927), донькою економіста Вільгельма Рошера. Їхніми дітьми були Вільгельм (народився 8 травня 1874 року, вчитель середньої школи), Гелен (народилася 19 липня 1876 року), Герман (народився 3 серпня 1878 року, юрист), Ганс (народився 25 квітня 1881 року, теолог) та Карл (народився 16 липня 1885 р., адвокат).
Ернст Віндіш і його дружина поховані в почесній могилі Вільгельма Рошера в Новому цвинтарі Святого Йоганна в Лейпцигу (VII. відділ).

## Праці
- Der Heliand und seine Quellen. Vogel, Leipzig 1868
- Untersuchungen über den Ursprung des Relativpronomens in den indogermanischen Sprachen. Melzner, Leipzig 1869, zugleich Habilitationsschrift
- mit Berthold Delbrück: Syntaktische Forschungen. Verlag der Buchhandlung des Waisenhauses, Halle 1871
- Kurzgefasste irische Grammatik mit Lesestücken. Hirzel, Leipzig 1879
- mit Whitley Stokes: Irische Texte. 4 Bände, Hirzel, Leipzig 1880—1909
- Zwölf Hymnen des Rigveda, mit Sāyanạ's Commentar. Hirzel, Leipzig 1883
- Iti-Vuttaka. Frowde, London 1889
- Māra und Buddha. Hirzel, Leipzig 1895
- Die altirische Heldensage Táin bó Cúalnge. 1905
- Buddhas Geburt und die Lehre von der Seelenwanderung. Teubner, Leipzig 1908
- Das keltische Brittannien bis zu Kaiser Arthur. Teubner. Leipzig 1912
- Festschrift. Ernst Windisch zum siebzigsten Geburtstag am 4. Sept. 1914. Harrassowitz, Leipzig 1914
- Geschichte der Sanskrit-Philologie und indischen Altertumskunde. 2 Bände 1917 und 1920, Nachdruck: de Gruyter, Berlin [u. a.] 1992, ISBN 3-11-013013-0
- Karin Steiner und Jörg Gengnagel (Hrsg.): Kleine Schriften. Steiner, Stuttgart 2001, ISBN 3-515-07120-2